# Wilhelm Friedrich Lutz
Wilhelm Friedrich Lutz (Lucius, Luzius) von Ehingen (* 7. März 1551 in Tübingen, Herzogtum Württemberg; † 17. April 1597 in der Reichsstadt Nördlingen) war ein lutherischer Theologe und früher Kritiker der Hexenprozesse.

## Herkunft
Wilhelm Friedrich Lutz war der Sohn von „Artium Liberalium Magister“ Wendel(in) genannt Lutz von Ehingen (um 1527–1561) aus Gernsbach in der Grafschaft Eberstein und (⚭ 1550) Ursula Isenmann oder Eisele (um 1529–1581), Tochter von Herrenschmied Sixt Conrad Eyselin († vor 1550) und Ursula Isenmann (Eisenmenger) aus Schwäbisch Hall.
Wilhelm Friedrichs Vater Wendel Lutz hatte 1543 in Heidelberg, 1545 bis 1548 in Wittenberg und 1548/49 in Tübingen studiert und war dann einige Jahre Sekretär bei dem Markgrafen Ernst von Baden (1482–1553), der in Pforzheim residierte. 1550/51 lebte er in Gartach am Leinberg (heute Kleingartach) und war beim Reichstag in Augsburg anwesend. 1551 hielt er sich mit seiner Familie in Tübingen auf, wo Wilhelm Friedrich geboren wurde. Sein Wahlspruch war „Patientia Malorum Omnium Victrix (= Geduld ist Siegerin über alle Übel)“.
Wendel Lutz wurde später Stadtschreiber der Freien Reichsstadt Biberach an der Riß. Im Juni 1553 reist er mit dem Biberacher Bürgermeister Jakob Eggelsbach (1504/05–1584) an den kaiserlichen Hof in Brüssel; 1555 begegnet Wendelin Lutz als Stadtschreiber von Biberach auf dem Augsburger Reichstag. Noch im selben Jahr wurde er Stadtschreiber der Freien Reichsstadt Nördlingen. 1557 beurkundete er in Schloss Alerheim als Nördlinger kaiserlicher „Notarius“ das Testament des Grafen Ludwig XV. von Oettingen-Oettingen (1486–1557).

## Schule und Studium
Wilhelm Friedrich Lutz besuchte die Lateinschulen in Nördlingen, wohin seine Eltern 1555 übersiedelt waren, und ab 1559 in Lauingen bei dem Präzeptor Mag. Andreas Hefelin (*um 1504; † 1588). Ab 1561, nach dem Tod des Vaters, bereitete ihn sein Großonkel Johann Isenmann (um 1495–1574), der erste evangelische Abt des Klosters Anhausen an der Brenz, auf das Studium vor. Anhausen war seit 1556/58 eine der neun niederen Klosterschulen des Herzogtums Württemberg. Wilhelm Friedrichs Mutter Ursula Isenmann, verw. Lutz, heiratete 1563 in zweiter Ehe den ebenfalls gerade verwitweten Lodweber Georg (Jörg) Schmidt genannt Haider († 1588), 1569 bis 1588 Bürgermeister von Nördlingen.
Während des Reichstags im April/Mai 1566 und noch einige Monate danach hielt sich Lutz in Augsburg auf und lernte dort insbesondere Personen aus dem Umkreis des Humanismus kennen wie Hieronymus Wolf (1516–1580), Wilhelm Xylander (1532–1576), Caspar Peucer (1525–1602), Karl von Utenhove (1536–1600), Johann Kielmann (Cüelman) (1525–1591), Georg Meckhardt (um 1510–nach 1562), Johannes Ramus (1535–1578) und Georg Heumann.
Anlass der Reise nach Augsburg war, dass dort am 24. Mai 1566 dem Stiefvater von Lutz, Georg Heyder, vom Kaiserlichen Rat und Reichsvizekanzler Johann Ulrich Zasius (1521–1570) ein Wappenbrief erteilt wurde.

### Student
Schon vor seiner Immatrikulation hielt Lutz sich im Herbst 1566 in Esslingen auf, wohin die Tübinger Universität 1566/67 wegen der Pest verlegt worden war. Er traf dort die Burgunder Protestanten Guillaume de Saulx, Comte de Ligny, Seigneur d’Orain, und Jean de Saulx, Comte de Ligny, Seigneur d’Orain, an.
Am 15. April 1567 immatrikulierte er sich als „Wilhelmus Fridericus Lucius Tubingensis“ und studierte Philosophie und Theologie.
In Esslingen und Tübingen hörte er die Theologen Jacob Andreae (1528–1590), Jacob Heerbrand (1521–1600) und (Theodor) Dietrich Schnepf (1525–1586), aber auch die Juristen Anastasius Demler (1520–1591) und Johann Hochmann (1528–1603), den Ethiker Samuel Heiland (Haylandt) (1533–1592), den Historiker und Poeten Nicodemus Frischlin (1547–1590), den Mediziner und Philosophen Jakob Degen (Schegkius) (1511–1587), den Mediziner Johannes Vischer (1524–1587) und den Mathematiker und Mediziner Samuel Eisenmenger (Siderocrates) (1534–1585).

### Bakkalaureus und Magister artium
Lutz wurde am 30. März 1568 Bakkalaureus und erwarb am 2. August 1570 den Magistergrad.
Tübingen war um 1570/75 die bevorzugte Universität der innerösterreichischen Protestanten, die zu dieser Zeit etwa 80–90 % des österreichischen Adels stellten. Lutz lernte 1570–1572 während seiner Studienzeit Angehörige der führenden österreichischen Familien kennen.
- aus Oberösterreich: Markus (Marx) von Hohenfeld (Höhenfelder) (um 1550–um 1571),[A 10] Achaz von Hohenfeld, Herr zu Aistersheim und Almegg (1551–1603),[A 11] Georg Reinprecht (Rupert) von Polheim und Wartenburg (1558–1608),[A 12] Johann Adam Hofmann, Freiherr von Grünbüchel und Strechau († 1597),[A 13] Andreas Wolff Freiherr von Polhaim und Parz zu Ottenschlag (1557–1592)[A 14] und Johannes von Schifer (1558–1616),[A 15]
- aus der Steiermark: Andreas von Windisch-Grätz, Freiherr von Waldstein und Thal († 1600),[A 16] Georg Sigismund von Mindorf zu Feistriz und Hohenbrugg (Hochenbrueck),[A 17] Ehrenreich Ungnad Freiherr von Sonneck (vor 1556–1598),[A 18] Bernhardin von Mindorf zu Feistriz und Hohenbrugg († nach 1613)[A 19] und Christoph von Rathmannsdorf († 1610),[A 20]
- aus Kärnten: Richard (Reinhard) von Liechtenstein-Murau († 1594)[A 21] und Sigismund (Sigmund) von Liechtenstein-Murau († 1614),[A 22]
- aus Krain: Andreas von Auersperg, Herr von Schönberg und Seisenberg (1556–1593).[A 23]

Im Herbst 1569 und im Sommer 1571 reiste Lutz jeweils über Anhausen nach Oettingen und Nördlingen, wo er sich noch im Oktober 1571 aufhielt. In Anhausen traf er Georg Sutor, Friedrich Schütz († 1590) und Daniel Reypchius (um 1546–1612), in Oettingen seinen späteren Schwager Jakob Moser (1527–1595) und den Juristen Heinrich Stemler († nach 1608), in Nördlingen lernte er seinen späteren Widersacher, den Syndikus Sebastian Röttinger (1537–1608), und Petrus Schumann (1533–1589) kennen.
Aus dem Jahr 1571 ist ein Besitzeintrag von Lutz als Magister in einem Genesis-Kommentar von Johannes Calvin (1509–1564) erhalten. 1571/72 wurde die Universität abermals wegen der Pest nach Esslingen verlegt.
Im Herbst 1573 unternahm Lutz eine Reise nach Innerösterreich (Kärnten und Krain). Auf dieser Reise traf er in Klagenfurt Donatus Crapner, Mag. Lorenz Meiderlin (1582–1600), Mag. Christoph Spindler (1546–1591) und Jakob Walker, in Laibach (heute Slowenien) Michael Müller, David Benninger, Philipp Lang und Georg Dalmatinus (1545–1589) sowie in Mauterndorf Martin Pardt, von denen er die meisten schon in Tübingen kennengelernt hatte.

### Ephorus und Diakonus
Lutz wurde 1574 zum „Magister Domus“ (Ephorus) der Studienstiftung „Collegium Sanctorum Georgii et Martini“ (Martinianum) in Tübingen und im selben Jahr zum Diakonus in Hohenurach ernannt.
In dieser Zeit traf er Johann Denck, Johannes Patzner, Anastasius Kommerell (1550–1611), Jakob Demler († nach 1592), Philipp Werlin, Balthasar Ehinger, Jakob Faber, (Hans) Ulrich Varnbüler (1551–1630), Johann Jakob Königsbach, Conrad Rettich, Balthasar Schön, Theophil Dachtler (* 1553/54; † nach 1630), Johann Christianus, Michael Bopp, Nicolaus Baler, Johann Jakob Reinhard (1556–1609), Anton Varnbüler (1554–1591), Jakob Mülich, Mag. Martin Bach († um 1616), Johann Morhard (1554–1631), Paul Mylius, Joseph Köllin (Kellin) (um 1555 – nach 1610), Gottfried Moser, Jakob Andreae (1549–1630), Johann Kleesattel, Hieronymus Megisser (1554–1618/19) und Johann Huldenreich.
1576 schrieb sich der spätere Nördlinger Stadtschreiber und Hexengutachter Mag. Paul Maier († 1590) in sein Stammbuch ein; er war als Präzeptor des Grafen Wolfgang II. von Castell-Remlingen (1558–1631), den Lutz bereits 1569 als elfjährigen Studiosus kennengelernt hatte, in Tübingen.
1576 wurde Lutz durch Vermittlung Ludwig des Frommen – nach Vorstellung auf dem Regensburger Reichstag – Hofprediger von Gabriel Strein (Streun) zu Schwarzenau († 1598) in Hirschbach im heutigen Bezirk Gmünd in Niederösterreich.

## Niederösterreich und Oberungarn
Nachdem er sich mit Strein überworfen hatte, kam Lutz 1577 als Pfarrer des Obersten Erbtruchsess' und Kaiserlichen Rates Michael Ludwig von Puchheim (1512–1580) und Nachfolger seines Studienfreundes Polykarp Leyser (1552–1610) nach Göllersdorf.
Im Februar 1577 traf er dort Hieronymus Megiser (1554–1618/19), den er bereits in Tübingen kennengelernt hatte. Im Herbst 1577 besuchte Lutz seine Heimat, nahm in Oettingen an der Hochzeit des Leibarztes Eucharius Seefried (1544–1610) mit Judith Moser (1557–1620) teil und war im Dezember in Tübingen. Im Januar 1578 war er wieder in Göllersdorf. Sein Kollege in Göllersdorf war der Theologe und Komponist Wendelin Keßler († nach 1582).
Von Göllersdorf aus reiste Lutz wiederholt nach Wien, wo die evangelische Religionsausübung untersagt war, und hielt heimlich Gottesdienste in verschiedenen adeligen Häusern, besonders im Hof des Freihauses des Hofkriegsrat-Präsidenten Wilhelm Freiherr von Hofkirchen (um 1529–1584). 1578 trug sich – vermutlich in Wien – der ehemalige Jesuit und spätere protestantische Pfarrer Kaspar Kratzer (1545–nach 1585) in Lutz’ Stammbuch ein. Ebenfalls in die Wiener Zeit dürfte Lutz’ Bekanntschaft mit Bartolomeo Paravicino fallen, der als Leibarzt zum Hofstaat Erzherzog Matthias’ (1557–1619) gehörte.
Hofkirchen machte 1578 den Versuch, Lutz als Prediger bei sich in Wien zu behalten. Dies wurde ihm jedoch von Kaiser Rudolph II. (1552–1612, reg. 1576) verwehrt. Lutz begleitete daraufhin 1578 bis 1580 den Sohn Georg Andreas von Hofkirchen (1562–1623) und Georg Christoph Teufel Freiherr von Guntersdorf († 1620) auf ihrer Grand Tour nach Frankreich, England, Irland, der Isle of Man, Schottland und Holland. Auf dieser Reise begegnete er in Edinburgh (Oedimburgo)  George Buchanan (1506–1582) und besuchte 1578 auch Prag, wo er den ehemaligen Jesuiten und Prediger von Conrad von Pappenheim (1534–1603) Paul Floren (* 1550; † nach 1615) traf, im Januar 1579 Straßburg und 1580 Paris.
1581 bei der Visitation Niederösterreichs durch Lucas Bacmeister (1530–1608) versorgte er die kleine Schlossgemeinde des Wilhelm von Hofkirchen in Vösendorf. Lutz sprach sich entschieden für die Annahme der Konkordienformel aus. Wegen einer verbotenen Predigt in Inzersdorf kam er 1582 auf Betreiben des Passauer Bischofs Urban von Trennbach (1525–1598) für sechs Tage ins Gefängnis, aus dem er nur unter der Bedingung entlassen wurde, in Niederösterreich keine Amtstätigkeit mehr auszuüben.
1583 wurde er Hofprediger des Generalobersten für Oberungarn Hans Rueber zu Pixendorf (1529–1584) und 1584 nach dessen Tod Propst an der Stiftskirche in Kaschau.

## Nördlingen und Kritik der Hexenprozesse
1584 reiste er nach einer Erkrankung und einem Aufenthalt in Nagysáros (Sáros) nach Nördlingen. Er hatte von dort einen Ruf als Stadtpfarrer an der St.-Georgs-Kirche und Superintendent erhalten.  Noch im gleichen Jahr wurde Lutz in Tübingen zum Doktor der Theologie promoviert. Vermutlich um diese Zeit trug sich Hieronymus Bausch (um 1532–1590/95), der sich damals zur Pflege seines Schwiegervaters Jakob Schegkius in Tübingen aufhielt, in Lutz’ Stammbuch ein.
Erhalten sind Leichenpredigten, die Lutz 1587 und 1589 für die ehemaligen Nördlinger Bürgermeister Johann Reuter (um 1515–1587) und Peter Seng d. Ä. (1512–1589) gehalten hat.
In Nördlingen predigte er gegen soziale Unterdrückung und wandte sich im Dezember 1589 in zwei scharfen Predigten gegen die radikale Hexenverfolgung des Nördlinger Rates, der es geschafft habe, „etliche arme Hündlin“ unschuldig gefangen zu nehmen. Lutz hielt unter Berufung auf seine Tübinger Lehrer Dietrich Schnepf, Jacob Andreae und besonders Jakob Heerbrand nichts von Schadenzauber, Hexenflug und Hexentänzen, auch wenn er wie diese durchaus an den Teufelspakt glaubte und ihn verurteilte.
Der Rat verbot ihm die Einmischung in weltliche Angelegenheiten, aber Lutz erwiderte, „er lass sich der Hexerei halber zu predigen nit binden“. Am 23. April 1590 musste er sich vor dem Nördlinger Konsistorium (Magistrat) verantworten. Der Aufforderung, wenigstens zur Osterzeit 1590 zu schweigen, wollte er jedoch folgen, „wo er nit Ursach hab“, anders zu handeln. Er erreichte jedoch allenfalls einen kurzen Aufschub, ehe der Nördlinger Rat im Mai 1590 dann doch die ersten angeblichen Hexen hinrichten ließ. Eine dieser drei Frauen war die Fuhrmannstochter Ursula Haider († 1590), ein Kindermädchen, die am 8. November 1589 in Haft genommen und am 15. Mai 1590 verbrannt wurde. Sie scheint eine entfernte Verwandte von Lutzens Frau bzw. Stiefvater gewesen zu sein, denn der von einem Großonkel des inzwischen verstorbenen Bürgermeisters Georg Haider namens Thomas Haider begründete Zweig der Familie war im Fuhrgeschäft tätig. Rebekka Lemp geborene Dehler/Deller (um 1550–1590), die am 9. September 1590 hingerichtet wurde, war die Frau von Zahlmeister Peter Lemp (1552–1630), der ein Cousin von Lutz’ Frau Dorothea Heider war.
Auch in der Folgezeit erneuerte Lutz seine öffentliche Kritik an den Hexenprozessen und erklärte, „für sein Person wolle er füro wie bisher Gottes Wort predigen und ein E[hrsamen] Rath zu Moderation [= Ermäßigung] der Straffen gewarnet haben“. Seine Widersacher, vor allem die Ratsadvokaten Wolfgang Graf († 1608), Sebastian Röttinger und der Gutachter Georg Tradel (1530–1598) aus Augsburg, setzten sich jedoch durch. Der Nördlinger Diakonus Melchior Fabricius (1551–1626) entwarf sogar ein „Tractetlin von dem Hexenwerk“ gegen Lutz, dessen Drucklegung der Stadtrat jedoch verbot.
Zwischen 1590 und 1598 wurden in Nördlingen 34 Frauen und ein Mann wegen Hexerei hingerichtet.
Lutz starb 1597 und wurde in der Friedhofskirche St. Emmeram begraben. Die Leichenpredigt hielt Diakonus Mag. Friedrich Franck (1558–1628). Ein Epitaph mit der Darstellung von Wilhelm Friedrich Lutz und seinem Vater Wendel Lutz aus der St.-Georgs-Kirche befindet sich im Stadtmuseum Nördlingen.

## Familie
Wilhelm Friedrich Lutz hatte zwei Schwestern: Sibylla „Luzin von Luzenhard und Ehingen“ († 1605) heiratete 1573 Diakonus Johann Rummel (um 1525–1606), Elisabeth (um 1557–1614) heiratete 1576 den oettingischen Kanzler Jakob Moser († 1595), gebürtig aus Tübingen.
Halbbrüder Wilhelm Friedrich Lutz’ aus der Ehe seiner Mutter mit Georg Haider waren Friedrich Heyder († 1636) und Daniel Heider (1572–1647), 1602 geadelt, seit 1601 Syndikus der Freien Reichsstadt Lindau. Seine Stiefgeschwister aus der ersten Ehe Georg Haiders mit Anna Lemp († 1562) hießen Georg († um 1640), Hans († 1594), Kaspar (1554–1629), Wolfgang († 1619), Philipp, Maria Salome und Dorothea Haider. Wilhelm Friedrich Lutz war seit dem 23. Januar 1586 mit seiner Stiefschwester Dorothea Heider  (* um 1562; † 1605) verheiratet. Seine Witwe Dorothea heiratete 1599 in zweiter Ehe den Ulmer Superintendenten Johannes Vesembeck (1548–1612).
Lutz war über seine Kusine Katharina Isenmann (um 1532–1587) versippt mit dem württembergischen Reformator Johannes Brenz (1499–1570); seine Großtante Katharina Isenmann (Eisenmenger) († 1555), Mutter des Vetters Michael Gräter (um 1495–1562) seiner Mutter, ist eine Vorfahrin von Johann Wolfgang von Goethe.

### Wappen

Wappen der Lutze von Lutzenhard

Das Wappen der Lutze von Ehingen führt drei aufeinanderstehende Ochsenjoche oder Bögen und soll 1468 von Friedrich III. (1415–1493) verliehen worden sein. Die Amtsträger-Familie ist im württembergischen Raum mehrfach nachweisbar, so mit Anastasia Lutz von Ehingen, Tochter des Vogtes Wernher Lutz († 1469) zu Tübingen und Stuttgart, die 1458 Hans d. J. Schenner (Schöner) von Straubenhardt gen. Färber von Wendelsheim heiratete, oder mit „Margret Luczin von Echinge“, Ehefrau des Christoph Heinrich Berger, gestorben 1552 in Pforzheim.
Das Wappen entspricht dem Wappen des Konrad Lutz († 1483), das in der Stiftskirche Tübingen in der zehnten Zeile des nordöstlichen Fensters als Stifterwappen erhalten ist. Dort ist das Wappen des Georg von Ehingen (1428–1508) unmittelbar zwischen dem Stifterbild des Konrad Lutz († 1485) und dem Stifterbild von Konrads Frau Ursula Becht († 1506) platziert. Das Wappen führt auch der gleichnamige Enkel Konrad Lutz († 1606) in Heilbronn, und es findet sich in der Krümme des Abtstabes und im Siegel von Sebastian Lutz genannt Hebenstreit († 1560) aus Bebenhausen.
Das Wappen der Gemeinde Lützenhardt, das vom Wappen der Lutze von Luitzenhard übernommen wurde, führt ebenfalls drei Joche.
Auch die Nördlinger Lutze von [Luzenhard und] Ehingen führen in ihrem Wappen die drei aufeinander stehenden Ochsenjoche oder Bögen in einem goldenen Schild. Über dem Turnierhelm wächst aus einer Krone ein schwarzer Federbusch mit goldenen Streifen.
Die Lutz (Luz) von Ehingen gehörten mit den Welling von Vöhingen, den Nüttel von Treppach und den von Tagersheim (Dagersheim) zu den vier einflussreichsten Familien Stuttgarts und Württembergs im 15. und am Anfang des 16. Jahrhunderts.

## Werke
- Disputatio de sacramentis de poenitentia (Quarta disputatio de sacramentis, de poenitentia), … praeside … Iacobo Andreae … M. VVilhelmus Fridericus Lucius Tubingensis … die 23. Aprilis … respondere conabitur, Tübingen 1574 (Online-Ressource, aufgerufen am 25. März 2012;[31] Digitalisat der Universitäts- und Landesbibliothek Sachsen-Anhalt).
- M. Wilh. Frid. Luzii merckwürdiger Brief an D. Polyc. Leysern von der Oesterreichischen Kirchen-Visitation, und D. Backmeisters Verrichtungen bey derselben [1581]. In: Bernhard Raupach: Presbyteriologia Austriaca. Filginer Witwe und Bohn, Hamburg 1741, Anhang Kleine Nachlese einiger Urkunden und Nachrichten, S. 15–17 (Google-Books).
- Eine Christliche Predig, Uber der Leich Deß Wolgebornen Herrn Herrn Hansen Rübers zu Büxendorff und Gravenwörth Freyherrn, Der Kayserl. Majest. [et]c. Rath und General Obersten im Obern Kreyß Hungarn [et]c. Graven der Spanschafft Saaros Gedächtnüß, zu Caschau in der Stiffts-Kirchen den 24. Martij nach dem alten Calender Anno 1584. gehalten, Durch M. Wilhelm Friderich Lutzen damals gewesten Rüberischen Hofprediger. Alexander Hock, Tübingen 1585[32] (Digitalisat der Universitäts- und Landesbibliothek Sachsen-Anhalt).
- Disputatio de peccato sev blasphemia in Spiritvm Sanctvm, de qua … avthore et praeside … D. Iacobo Heerbrando … 19. Februarij … publicè pro ingenii viribus, respondere conabitur, M. VVilhelmus Fridericus Lucius. Alexander Hock, Tübingen 1585 (Online-Ressource, aufgerufen am 25. März 2012;[33] Digitalisat der Bayerischen Staatsbibliothek München).
- Ein Predig über der Leich … Johann Reutters, der Stadt Nördlingen gewesnen Burgermeisters, Gehalten zu Nördlingen, auff dem berg bey S. Haymeram, den 26. Januarii, Anno 1587, Nürnberg 1587.[34]
- Ein Christliche Leichpredigt, Bey der Ley Deß Ehrnvesten, fürsichtigen, und Wolweisen Herrn Peter Sengen, der Statt Nördlingen gewesenen Burgermeisters, Welcher den 12. May, Anno 1589 in Christo … entschlaffen vnd den 14. … bestattet worden. Gehalten zu Nördlingen … durch … Herrn Wilhelm Friderich Lutzen der heiligen Schrifft Doctorem, Pfarrherrn vnd Superattendenten daselbsten.Sampt etlichen angehengten EPICEDIIS, Tübingen 1590 und Nürnberg 1590.[35]